# Паша, Давид Бабакаевич
Дави́д Бабака́евич Паша́ (26 июня [8 июля] 1898, Евпатория, Таврическая губерния — 16 августа 1944 или 17 августа 1944, Кликоляй, Акмянский район, Шяуляйский уезд, Литовская ССР, СССР) — красноармеец, артиллерист, участник Первой мировой, гражданской и Великой Отечественной войн.

## Биография
Родился в Евпатории в караимской семье. Отец — бахчисарайский мещанин Бабакай Яковлевич Паша, мороженщик. Мать — Султан Иосифовна Эндазе, из евпаторийских мещан, домохозяйка. Кроме Давида в семье было ещё пятеро детей. Окончил евпаторийский мидраш. В 1916 году был призван по мобилизации в армию и служил в артиллерии. Во время гражданской войны — артиллерист в рядах Рабоче-крестьянской Красной Армии. С 1922 года работал грузчиком евпаторийского морского порта. Во время высадки в Евпатории 5 января 1942 года тактического морского десанта Красной армии вместе с А. Куналинским и М. Д. Элем (отцом Д. М. Эля) сформировал отряд добровольцев в помощь высадившимся десантникам.
В апреле 1944 года призван Евпаторийским районным военкоматом в действующую армию. В звании красноармейца служил заряжающим 76-мм артиллерийского орудия 1382 стрелкового полка 87 стрелковой Перекопской Краснознамённой дивизии на 4-м Украинском и 1-м Прибалтийском фронтах. В своём последнем бою у деревни Кликоляй в Литве 16 августа 1944 года вместе с двумя оставшимися в живых сослуживцами, красноармейцами А. С. Воробьёвым и И. Я. Евсюковым, отражал атаку крупной танковой колонны и уничтожил шесть немецких танков. От взрыва снаряда, выпущенного вражеским танком, Д. Б. Паша вместе с сослуживцами погиб. Все они за свой подвиг Приказом № 35/н по 63 стрелковому корпусу 51 армии от 04.10.1944 года посмертно награждены орденами Отечественной войны I степени.
«16.8.44 года в районе населённого пункта Кликоляй Латвийской ССР, отражая атаку крупной танковой колонны противника, товарищ Паша вместе с двумя оставшимися в живых товарищами огнём своего орудия уничтожил 6 вражеских танков. Снарядом, выпущенным из седьмого вражеского танка, подошедшего на 50 метров к орудию, товарищ Паша с товарищами пал смертью храбрых.

Товарищ Паша посмертно достоин правительственной награды ордена „Отечественной войны I степени“».
Несколько разнится описание последнего боя Д. Б. Паши в наградном листе со статьёй капитана А. Мнацаканяна «Клятва сталинградца», напечатанной 21 августа 1944 года во фронтовой газете «Вперёд на врага». Согласно этой публикации, будучи раненным, Д. Б. Паша остался один у орудия и подбил из него три танка, а под надвигавшийся четвёртый бросился, обвязавшись гранатами: 

«…Раненый, истекая кровью, Паша остался один у орудия. А впереди — немецкие танки и автоматчики… В удобную секунду Паша дал выстрел. Вражеский танк загорелся. Слева появился второй танк. Паша быстро повернул ствол своего орудия. Выстрел. И вот полыхает второй танк. И, вдруг он заметил третий танк совсем близко. Метким огнем он спас орудие и свою жизнь. Третий танк горел… Вдруг, Паша снова услышал грохот немецкого танка… И с гранатой он кинулся под танк».— А. Мнацаканян. «Клятва сталинградца»
Захоронен в братской могиле на воинском кладбище в г. Акмяне (Литва).

Давид Паша является одним из наиболее почитаемых крымскими караимами участников Великой Отечественной войны из среды своих соплеменников: 
...глубоко преклоняются перед своим замечательным героем Давидом Пашой и высоко чтят светлую память его, как одного из достойнейших сынов своего народа, и все его единоплеменники караимы.Б. С. Ельяшевич

### Семья
С 1924 года был женат на Тамаре Давидовне Эль. Имел дочь Султан (в замужестве Тирияки), сыновей Соломона (Семёна) и Илью. Внук — Виктор Захарович Тирияки (род. 1955, Евпатория), газзан евпаторийских кенасс. Младший брат — красноармеец Иосиф Бабакаевич Паша (1909—1945), погиб в бою 24 марта 1945 года у Кёнигсберга.

## Память
Памяти Д. Б. Паши на фасаде дома по ул. Миллера (бывш. Степовой), 25 в Евпатории, где он жил, в 2005 году была установлена мемориальная доска. Его подвигу посвящены несколько полотен: акварель «Не пройдёшь!» (худ. Ю. Фастенко; Евпаторийский краеведческий музей) и «Подвиг Давида Паша» (худ. И. Кудрявцев, 2018; Музей истории и этнографии крымских караимов имени С. И. Кушуль). В 2014 году караимские организации Евпатории обратились в Евпаторийский городской совет с просьбой о переименовании ул. Миллера в улицу имени Давида Паши. Прошение заявителей будет учтено горсоветом при формировании новых улиц или микрорайонов Евпатории. Памяти героя также приурочены ряд церемониальных мероприятий: так, 19 декабря 2008 года в Евпаторийском краеведческом музее прошло мероприятие, посвящённое 110-летию со дня рождения Д. Б. Паши, а в мае 2018 года в Евпатории состоялись мероприятия, приуроченные к 120-летию со дня рождения Д. Б. Паши: собрание в евпаторийской средней школе № 1 с презентацией батального полотна И. Кудрявцева «Подвиг Давида Паша» и военно-патриотический конкурс «Паша Давид Бабакаевич — героический подвиг», в котором приняли участие более 50 учащихся школ искусств и художественной школы Евпаторийского округа.
В 2010 году караимской общиной была предпринята не увенчавшаяся успехом попытка ходатайства перед Президентом России о присвоении Д. Б. Паше звания Героя России.

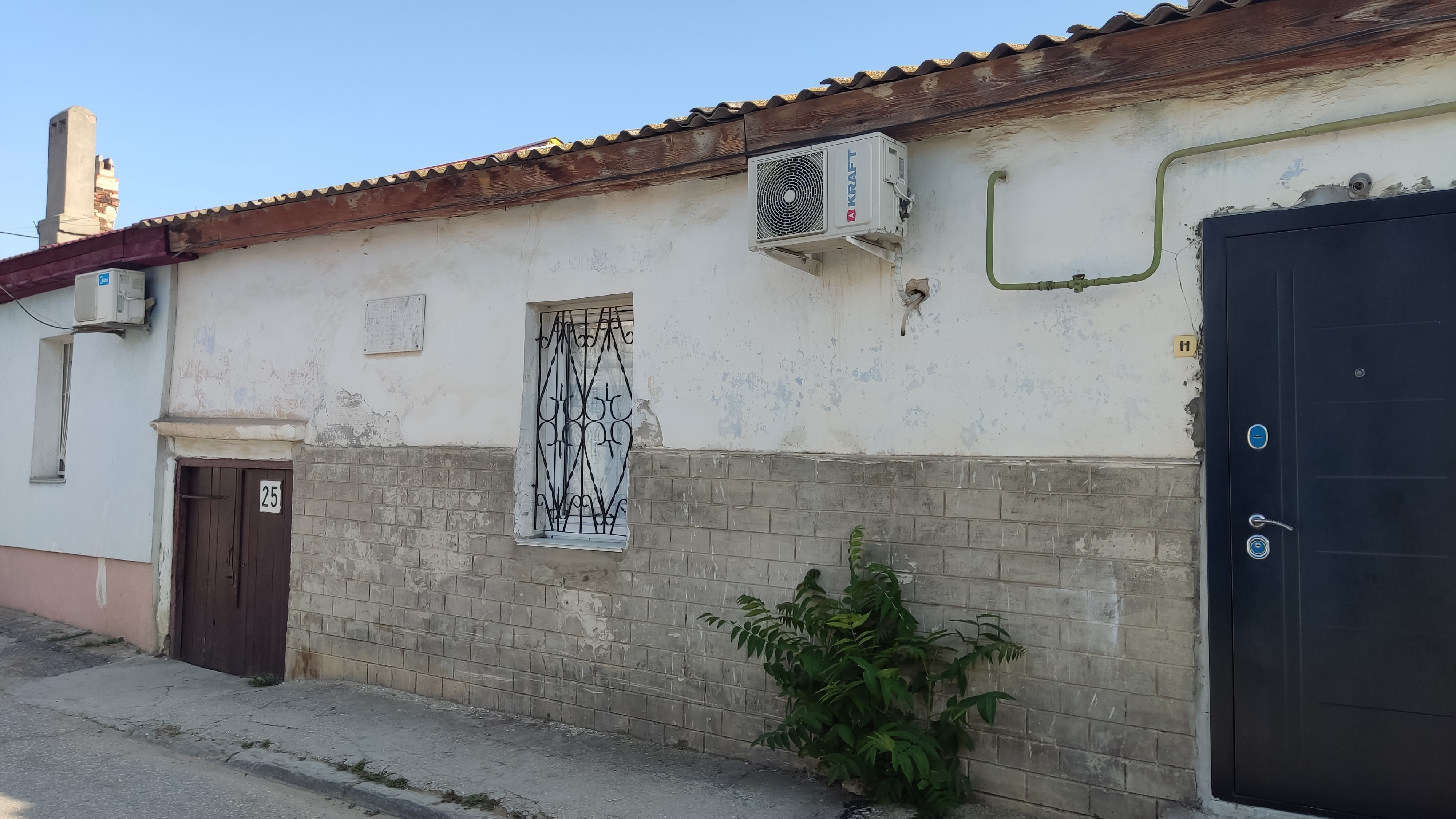
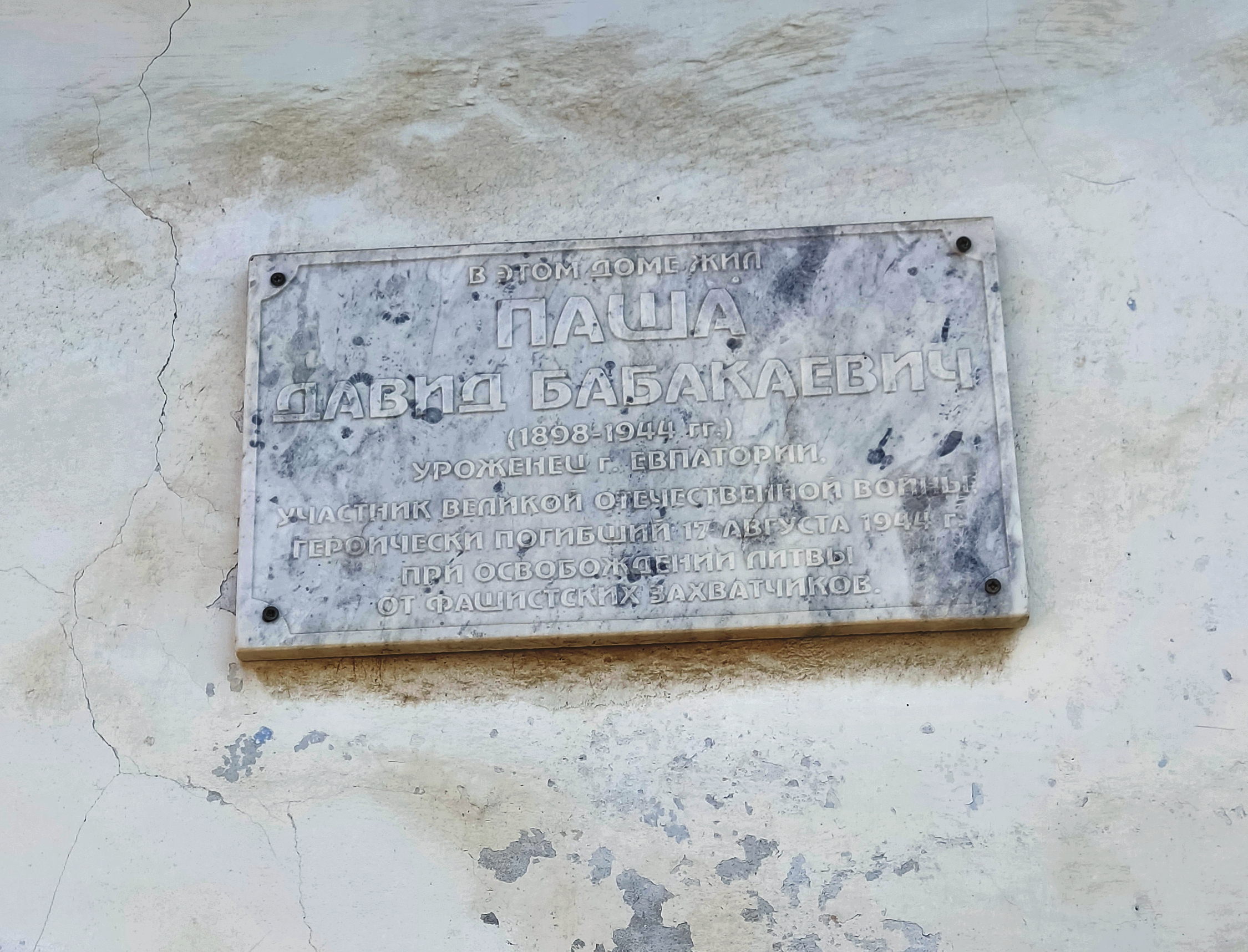